# 渡辺航
渡辺 航（わたなべ こう、1967年3月17日 - 2020年3月23日）は、埼玉県出身の日本の俳優。身長：175cm、血液型：B型。テアトル・ド・ポッシュ所属。

## 来歴・人物
- 1985年に俳優デビュー。舞台俳優の他、テレビドラマ、Vシネマでも活躍する。脇役が多いが、首都高速トライアル5では準主役。はいすくーる落書の最終話主役、そしてスペシャル版では目立って出演した。
- 1998年9月に女優の渋谷琴乃と結婚。
- 2020年3月23日、癌のため永眠。享年53[1]。所属していた事務所より発表された。

## 出演

### テレビドラマ
- 転校少女Y（1984年 TBS）
- 乳姉妹（1985年 TBS）
- 太陽にほえろ!（1985年 NTV）
- 嫁の力こぶ（1985年 MBS）
- セーラー服反逆同盟（1986年 NTV）
- あぶない刑事 22（1987年 NTV）
- 君の瞳をタイホする! 第6話（1988年 CX）
- はいすくーる落書（1989年 TBS）
- アイラブユーからはじめよう（1989年 TBS）
- 月曜ドラマスペシャル 自主退学（1990年 TBS）
- 現代推理サスペンス 二重生活（1991年 KTV）
- ニューヨーク東8番街の奇跡（1991年 TX）
- 北の国から'92 巣立ち（1992年 CX）
- その時、ハートは盗まれた（1992年 CX）
- チャンス!（1993年 CX） - 斎藤弘 役
- ドラマシティー'93 おっとあぶない!外伝（1993年 YTV）
- 俺たちは天使じゃない（1993年 TX）
- ネオドラマ 意地っぱり（1993年 ANB）
- ぽっかぽか1（1994年 TBS） - 小島昌之 役
- 好きやねん（1995年 YTV）
- ぽっかぽか2（1995年 TBS） - 小島昌之 役
- ぽっかぽか3（1996年 TBS） - 小島昌之 役
- それが答えだ! 第8話（1997年 CX）
- 女たちの聖戦（1997年 NHK BS2）
- 土曜ワイド劇場
  - 湖畔の別荘、殺しのパズル（1994年 ANB） - 坂口 役
  - グルメ奥様とハイミス刑事の推理対決2（1998年 ANB）
  - 刑事殺し〜夫が自宅で射殺された（2007年 ANB） ‐ 渡辺康雄 役
  - 棘の街（2011年 ABC)
  - タクシードライバーの推理日誌35（2014年 ANB）
- こいまち（第3回）長崎・雲仙編（1999年 CX）
- 刑事・鬼貫八郎（2000年 NTV）
- 母の告白（2002年 CX）
- ウルトラマンコスモス 第42話「ともだち」（2002年 MBS）
- 夏樹静子サスペンス 弁護士 朝吹里矢子（2002年 TBS）
- WATER BOYS2（2004年 CX）
- 大河ドラマ 新選組!（2004年 NHK）
- ヤンキー母校に帰る〜旅立ちの時　不良少年の夢（2005年 TBS）
- 中学生日記 ボクが入院!?（2005年 ETV）
- 横山秀夫サスペンス 第三の時効シリーズ6 モノクロームの反転（2005年 TBS）
- 慶次郎縁側日記2（2005年 NHK）
- 森村誠一サスペンス6 唄（2006年 TBS）
- サプリ（2006年 CX）
- メッセージ〜伝説のCMディレクター・杉山登志〜（2006年 MBS）
- 点と線（2007年 EX）
- 木曜時代劇 風の果て第6話（2007年 NHK）
- 月曜ゴールデン 捜し屋★諸星光介が走る!(4)（2008年 TBS）
- 女タクシードライバーの事件日誌4（2009年 TBS）
- Lドラ・サギ師 リリ子（2009年、TX）
- 官僚たちの夏（2009年 TBS)
- 水曜ミステリー9 横山秀夫特別企画 永遠の時効（2014年 TX）
- ウルトラマンギンガS 第13話「分裂!UPG」・第14話「復活のルギエル」（2014年 TX）
- 水曜ミステリー9 警視庁特命刑事☆二人〜代官山コールドケース〜（2015年 TX） - 松原敏郎 役

### 映画
- 湘南爆走族 (1987年 東映）

- 3-4X10月（1990年 オフィス北野）
- ガメラ 大怪獣空中決戦（1995年 大映）
- Stereo Future SF episode 2002（2002年 東北新社）
- 亡国のイージス（2005年 松竹）
- 殺人蜂 キラー・ビー（2005年 ジャパン・アート）
- Jホラーシアター 感染（2004年 東宝）

### オリジナルビデオ
- ラスト・キャバレー（1988年 日活）
- 首都高速トライアル5（1992年 日活）
- 爆走トラッカー軍団IV なにわ(暴)遊侠伝（1994年 ケイエスエス）
- DINO ディーノ（1994年 マクザム）
- パチンカー奈美3（1995年 徳間ジャパンコミュニケーションズ）
- ハッピーピープル 「2話：これも愛」（1995年 バップ）
- 痴漢日記4 尻を撫でまわしつづけた男（1996年 東映）
- 風俗嬢の性（1997年 イメージファクトリー・アイエム）
- Zero WOMAN 消せない記憶（1997年 マクザム）
- 首領への道2,12,13（1998年〜2001年 GPミュージアムソフト）
- 安藤組外伝 掟（2000年 GPミュージアムソフト）
- 平成金融道 マルヒの女（2000年 東映Vシネマ）
- 攻略の掟 怒濤のオープンチャッカー打法（1998年 徳間ジャパンコミュニケーションズ）
- 真・雀鬼7